# Christian Blain
Pour les articles homonymes, voir Blain.
Christian Blain (né le 31 juillet 1948 à Lyon) est un coureur cycliste français, professionnel de 1971 à 1974,.

## Palmarès
- 1968
  - 2e du Circuit boussaquin
- 1970
  - Annemasse-Bellegarde-Annemasse
  - Grand Prix du Faucigny
  - 3e du Grand Prix de Vougy
- 1975
  - 3e du Grand Prix de Cours-la-Ville

## Résultats sur le Tour de France
2 participations
- 1973 : 58e
- 1974 : 48e